# Altstadt (Erfurt)
De Altstadt van de Thüringse hoofdstad Erfurt behoort tot de grootste historische binnensteden van Duitsland. De Domplatz is met 3,5 hectaren de grootste markt van Duitsland.

## Geschiedenis
Volgens archeologische vondsten was er reeds bewoning in de buurt van de Fischmarkt rond de zesde eeuw. In 742 werd Erfurt voor het eerst vernoemd. De volgende eeuwen ontwikkelde Erfurt zich tot een belangrijke handelsplaats tussen de Franken in het westen en de Slaven in het oosten. Na de uitbreiding van het Heilige Roomse Rijk in de middeleeuwen kwam Erfurt vrij centraal in het land te liggen, wat de handel nog meer ten goede kwam. Zo ontwikkelde de stad zich in de vijftiende eeuw tot een, naar middeleeuwse normen, grootstad. Vanaf 1500 begon de stad aan belang te verliezen. De handel in wede verminderde door de komst van het Oost-Indische indigo. In deze tijd was Erfurt een exclave van Keur-Mainz wat ook wel tot conflicten leidde met de omliggende gebieden. Na het Reichsdeputationshauptschluss werd de stad in 1803 onderdeel van Pruisen.
Na de stichting van het Duitse Keizerrijk in 1871 kwam er een bouwboom op gang in de stad. Voornamelijk langs de hoofdstraten werden oude gebouwen afgebroken en vervangen door nieuwe. Tijdens de Tweede Wereldoorlog viel ook Erfurt ten prooi aan de bombardementen op de stad. De stad leed aanzienlijke schade, maar werd niet volledig verwoest zoals enkele andere steden. Een aantal gebouwen werd ook na de oorlog heropgebouwd. Tijdens de DDR-tijd werden nog enkele wijken afgebroken en vervangen door nieuwbouw. Verdere plannen voor afbraak werden na de Duitse hereniging opgeborgen. Hierna werd de stad ook steeds belangrijker als toeristische trekpleister.

## Afbeeldingen

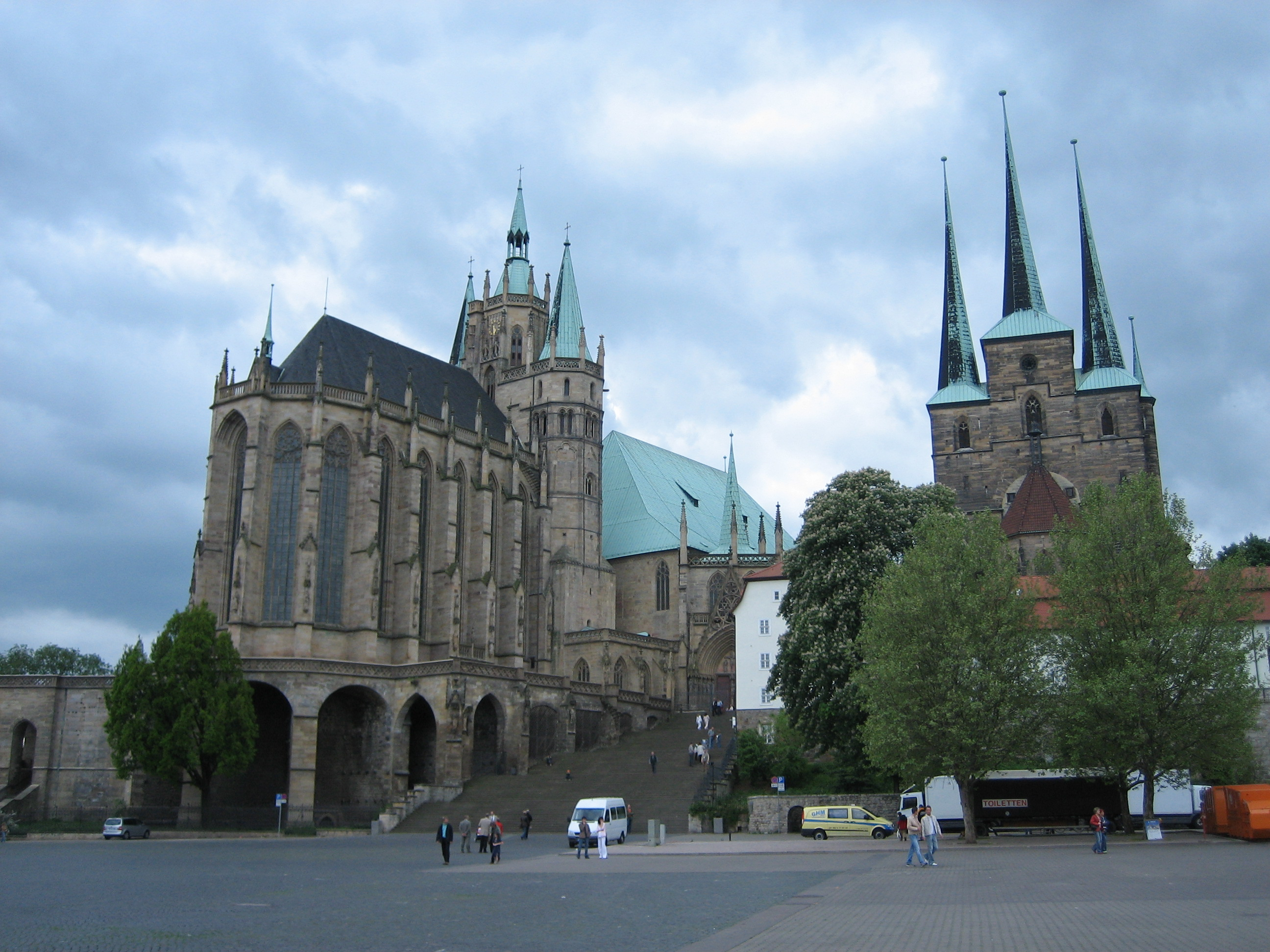
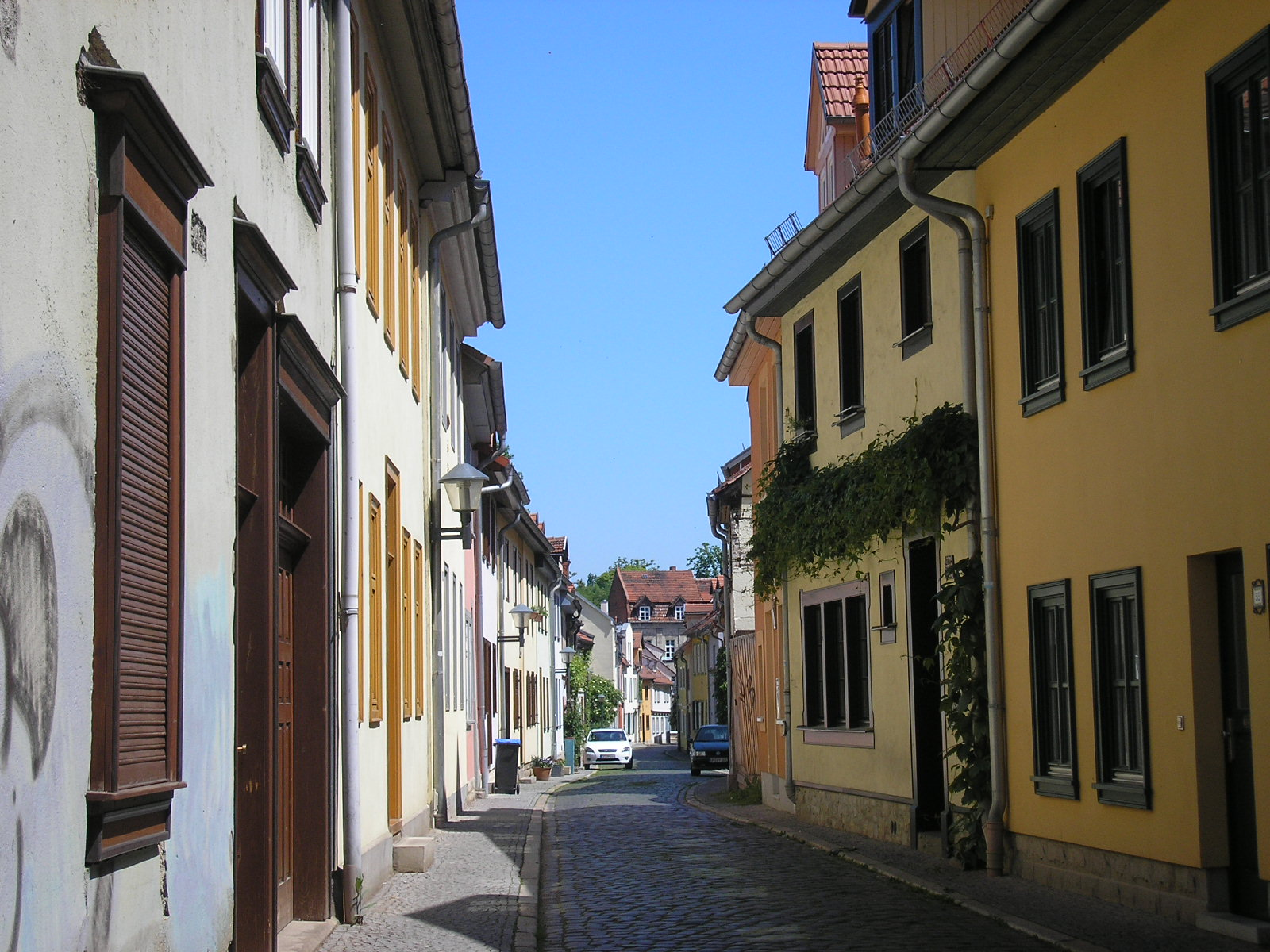
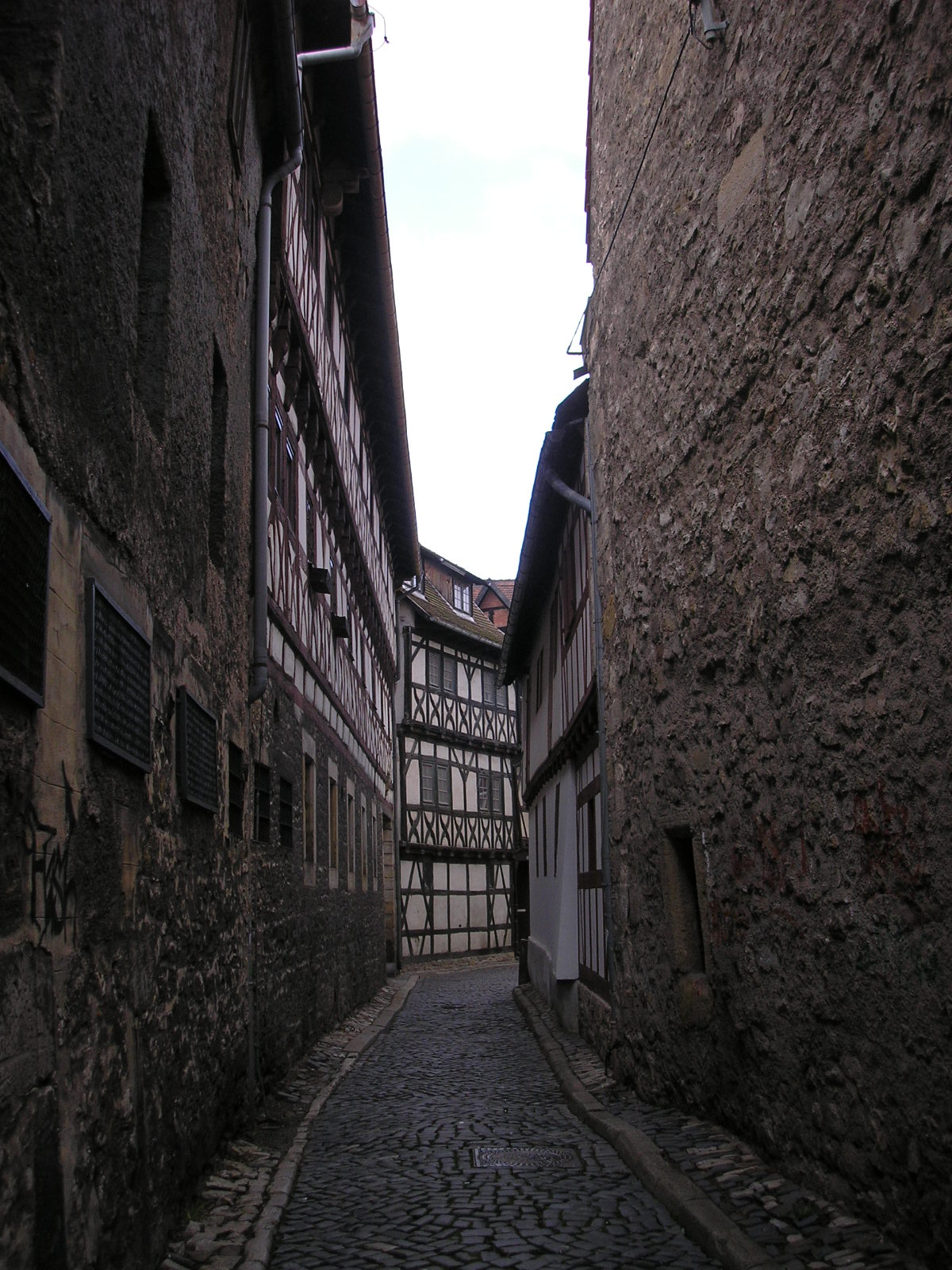
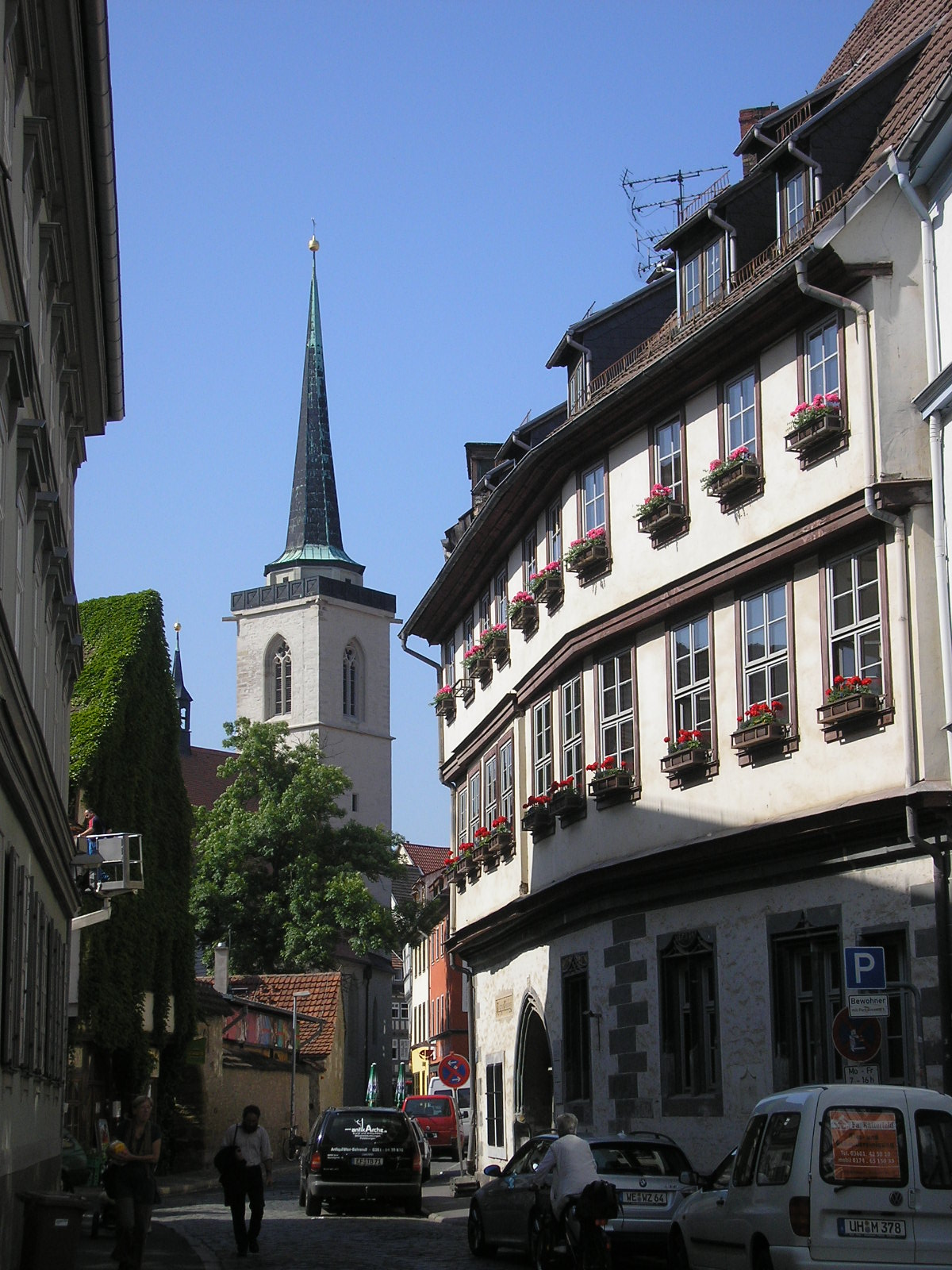